# Stazione di Gurrida
La stazione di Gurrida è una stazione ferroviaria, posta sulla ferrovia Circumetnea, costruita intorno al 1895-1898 ed è ubicata, in un'area disabitata, nel territorio comunale di Randazzo (Catania). Essa prende il nome dal vicino lago Gurrida ed è la stazione più isolata, rispetto a tutte le altre, della stessa Ferrovia Circumetnea.

## Movimento
La stazione di Gurrida è servita da treni in servizio fra Catania e Riposto.